# Julius Korngold
Pour les articles homonymes, voir Korngold.
Julius Korngold, né le 24 décembre 1860 à Brünn (margraviat de Moravie) et mort le 25 septembre 1945 à Los Angeles, était un critique musical autrichien de renom. Il était considéré le meilleur critique de Vienne au début du XXe siècle, à l’époque où cette ville était considérée comme la capitale de la musique classique en Europe. Il s’est distingué notamment en défendant l’œuvre de Gustav Mahler, qui avait de la peine à se faire reconnaître comme compositeur. Il est le père du compositeur Erich Wolfgang Korngold et l’auteur du livret de l’opéra composé par celui-ci Die tote Stadt (La ville morte). Il l’a écrit sous le pseudonyme de Paul Schott.

## Biographie
Julius Korngold a étudié le droit à l’Université de Vienne et y a obtenu un doctorat en droit. Il a en outre étudié au Conservatoire de la Société philharmonique de Vienne (Gesellschaft der Musikfreunde in Wien), suivant l’enseignement de Franz Krenn et d’Anton Bruckner en théorie de la musique et en harmonie. Il a été critique musical auprès du quotidien de Brno. Il a eu deux fils, le musicien Hans Robert Korngold (1892–1965) et le pianiste, compositeur et chef d’orchestre Erich Wolfgang Korngold (1897–1957), avec qui il a publié des œuvres sous le pseudonyme de Paul Schott. La famille s’installe à Vienne en 1901. En 1902, il obtient un poste auprès du Neue Freie Presse sur recommandation de Brahms, tout d’abord comme rédacteur de la section culturelle, puis en tant que rédacteur musical, de 1904 à 1934. À la suite de l’Anschluss, la famille Korngold émigre aux États-Unis, où le fils, Erich Wolfgang, s'est déjà installé dès 1936.
Depuis 1995, une rue de Penzing, le 14e arrondissement de Vienne, porte son nom : la Korngoldgasse.